# Romolhatatlan szentek
A romolhatatlanság számos vallás szentjeinél megfigyelhető, hogy az emberi test balzsamozási módszerek alkalmazása nélkül is rendelkezhet azzal a tulajdonsággal, hogy a halál után nem bomlik le. A kereszténységben, így a katolikus és ortodox egyházakban hiszik, hogy egyes holttesteket természetfeletti beavatkozás óv meg attól, hogy a lebomlás folyamata végbemenjen rajtuk. A katolicizmusban ha egy testet a halál után romolhatatlannak ítélnek meg, ez hitük szerint leggyakrabban annak a jele, hogy az egyén szent. A romolhatatlanság nem áll fenn akkor, ha a testet bebalzsamozzák.
Európa-szerte több keresztény templomban láthatjuk az üvegkoporsóba helyezett, több száz éve halott szentek el nem bomló múmiáját vagy kiemelkedő ereklyeként tisztelt mumifikálódott testrészeit. Ezek a romolhatatlan szentek a mai napig ámulatba ejtik az embereket: hívők milliói különleges isteni csodaként tekintenek rájuk, tisztelik őket, és hisznek gyógyító erejükben. „A vallástörténet tanúsága szerint a körmenetekben, érintésben, csókban kifejeződő ereklyetisztelet alapja a hit, hogy a próféták, üdvhozók, hithősök és más szentek ereje haláluk után is hat; a hívők célja az ebben az erőben való részesedés.” A hívek nem egyszerűen azért zarándokolnak el a szentek sírjához vagy az ereklyéjüket őrző templomhoz, hogy kegyes pártfogásukért könyörögjenek, hanem azért, hogy személyesen találkozhassanak velük. Megérinthessék a szentek testéhez (vagy néha csak testének egyetlen darabkájához) hozzáérő tárgyakat, és az érintés által maguk is részesüljenek a szentségben.

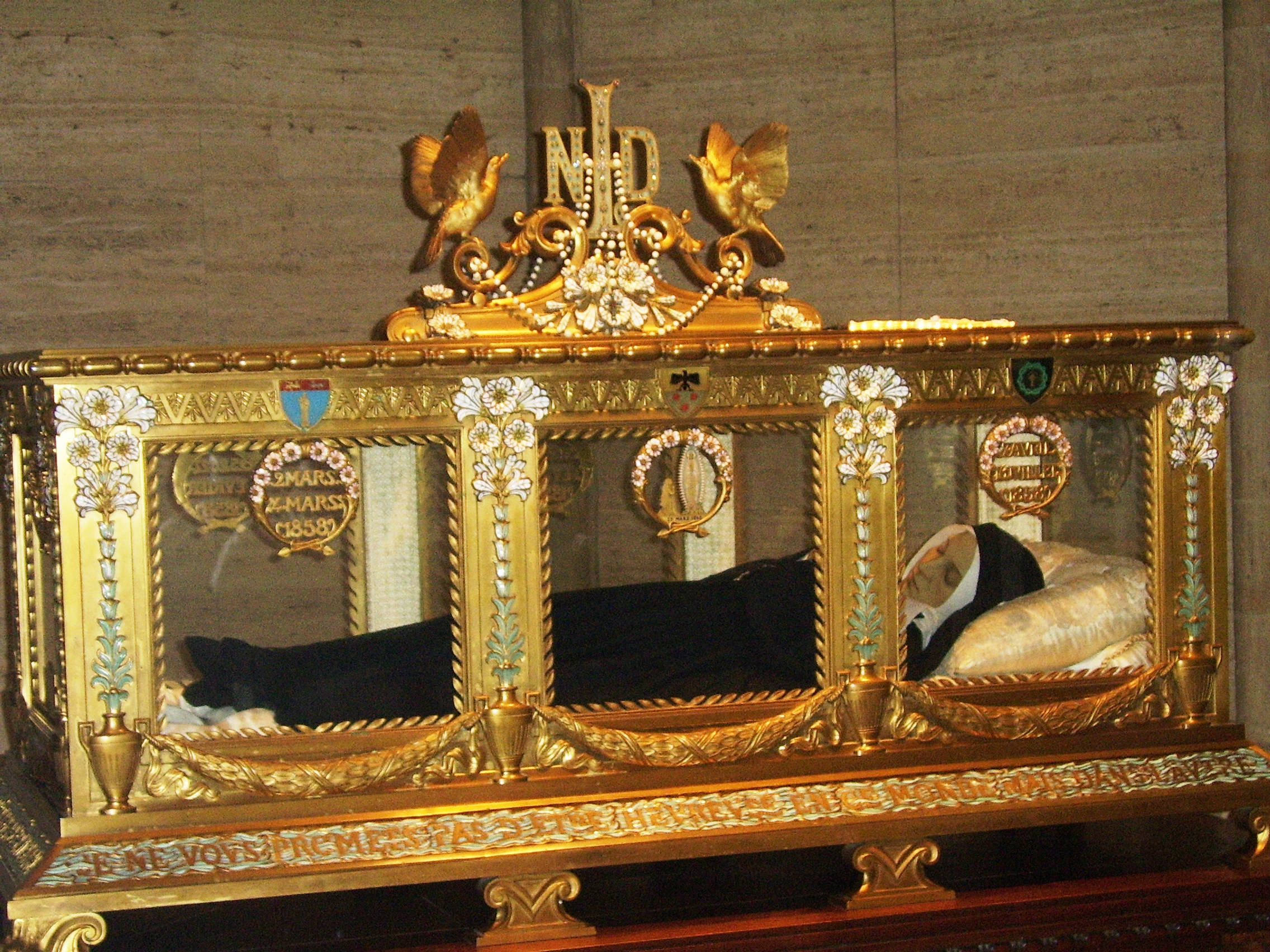
Szent Bernadett az üvegkoporsóban

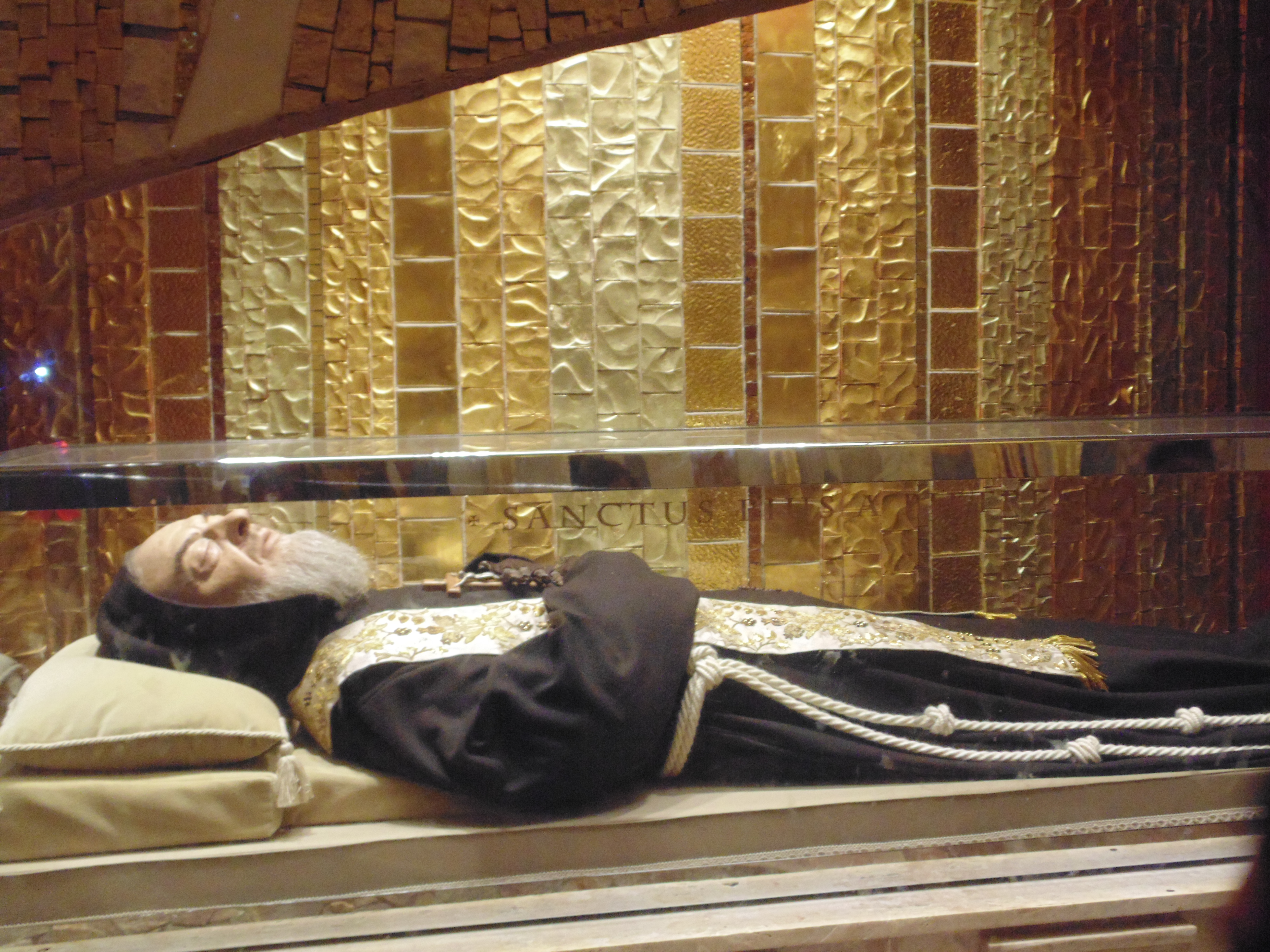
Pietrelcinai Szent Pio

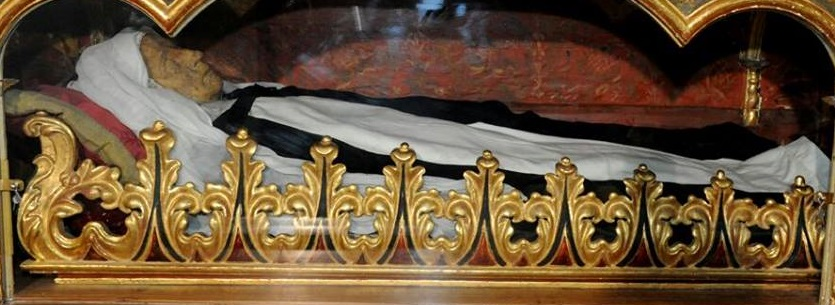
Sor María de Jesús, Sziénai Szent Katalin kolostor

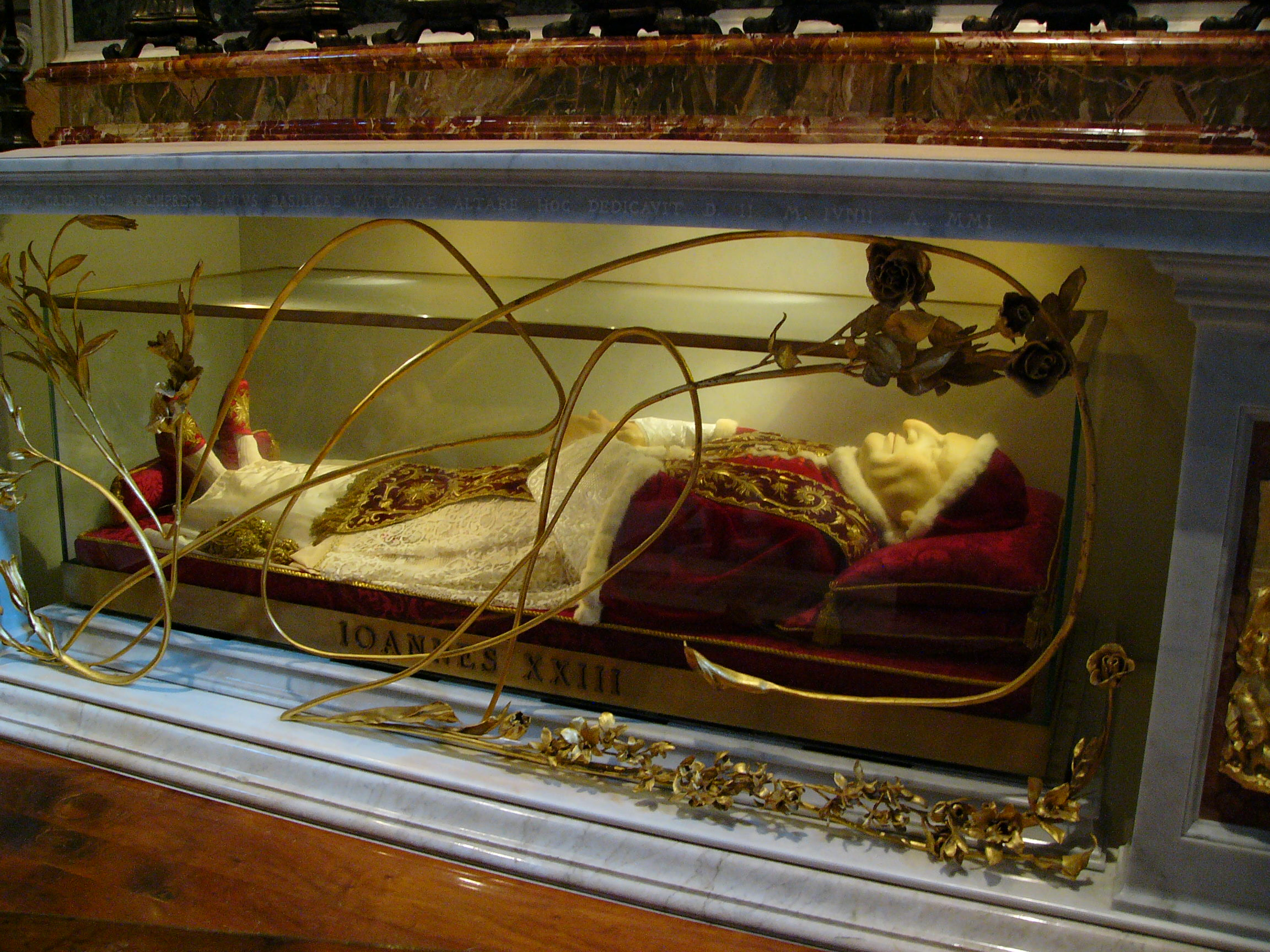
XXIII. János pápa múmiája, a vatikáni Szent Péter Bazilikában

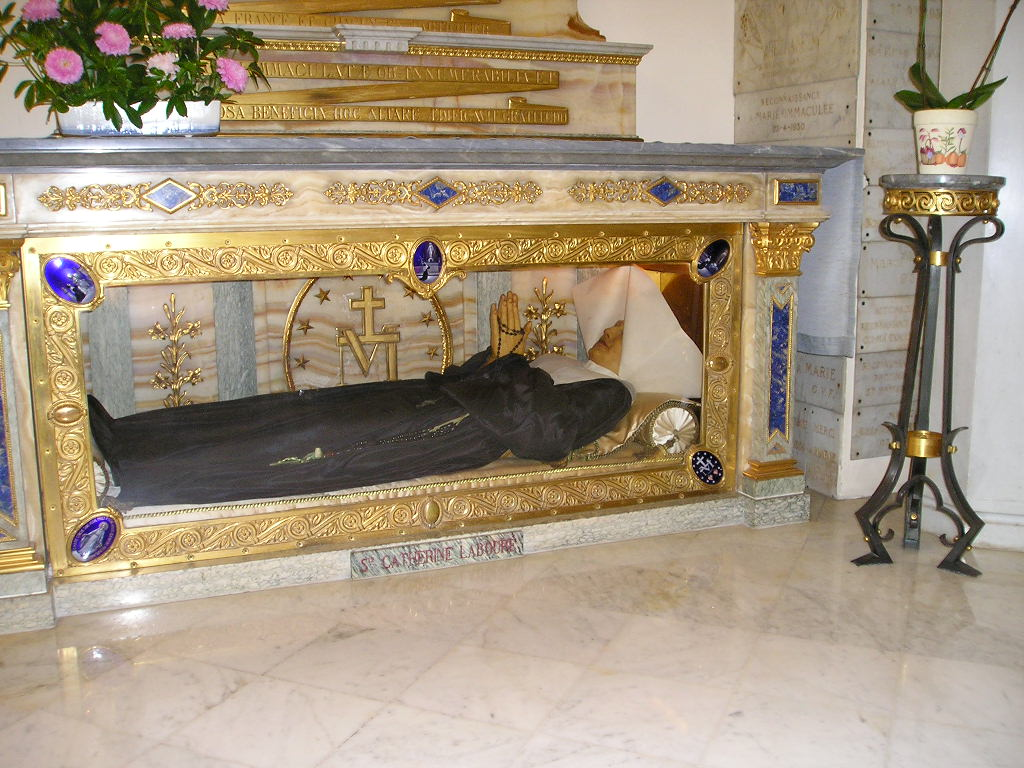
Labouré Szent Katalin

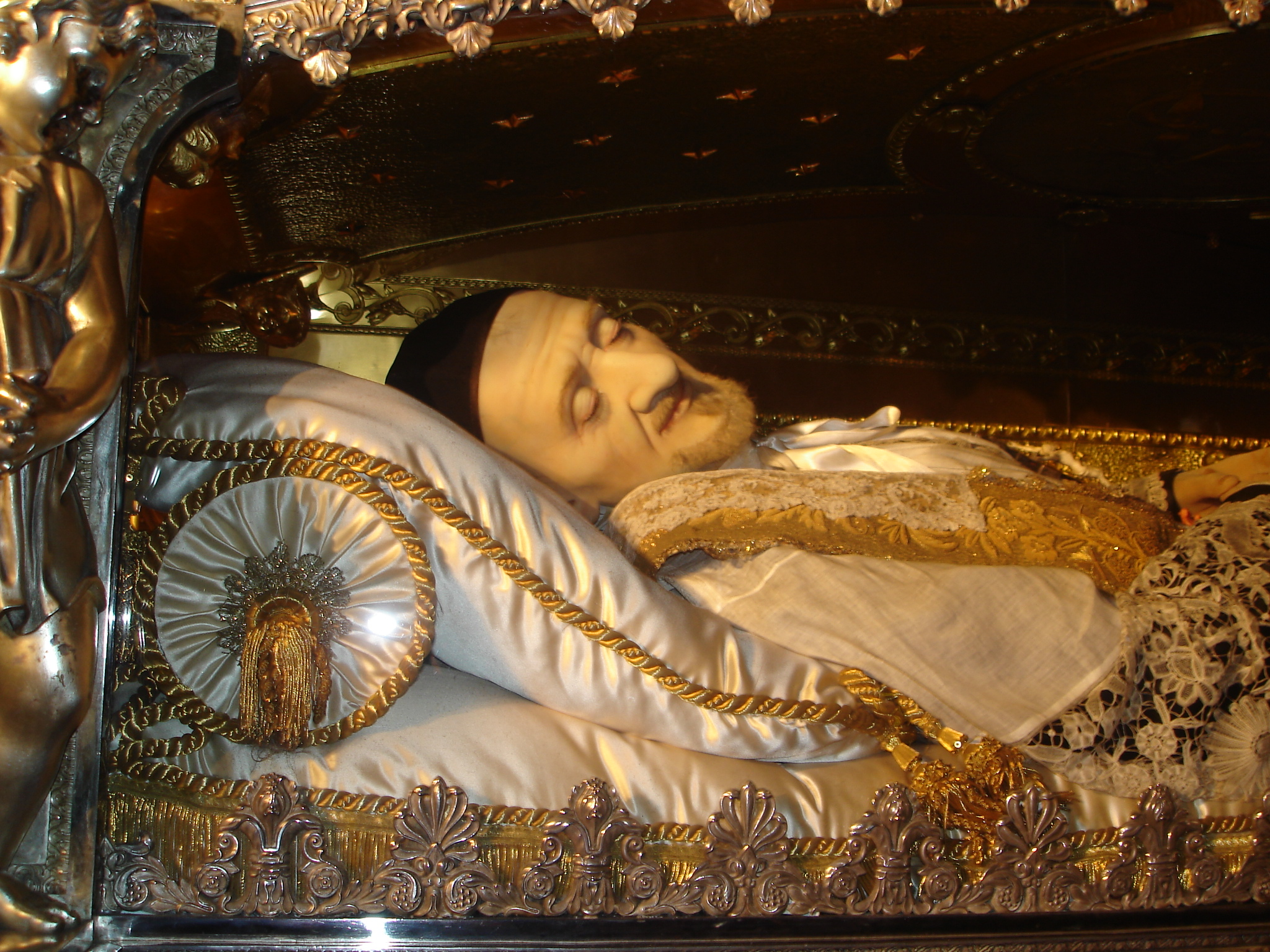
Páli Szent Vince

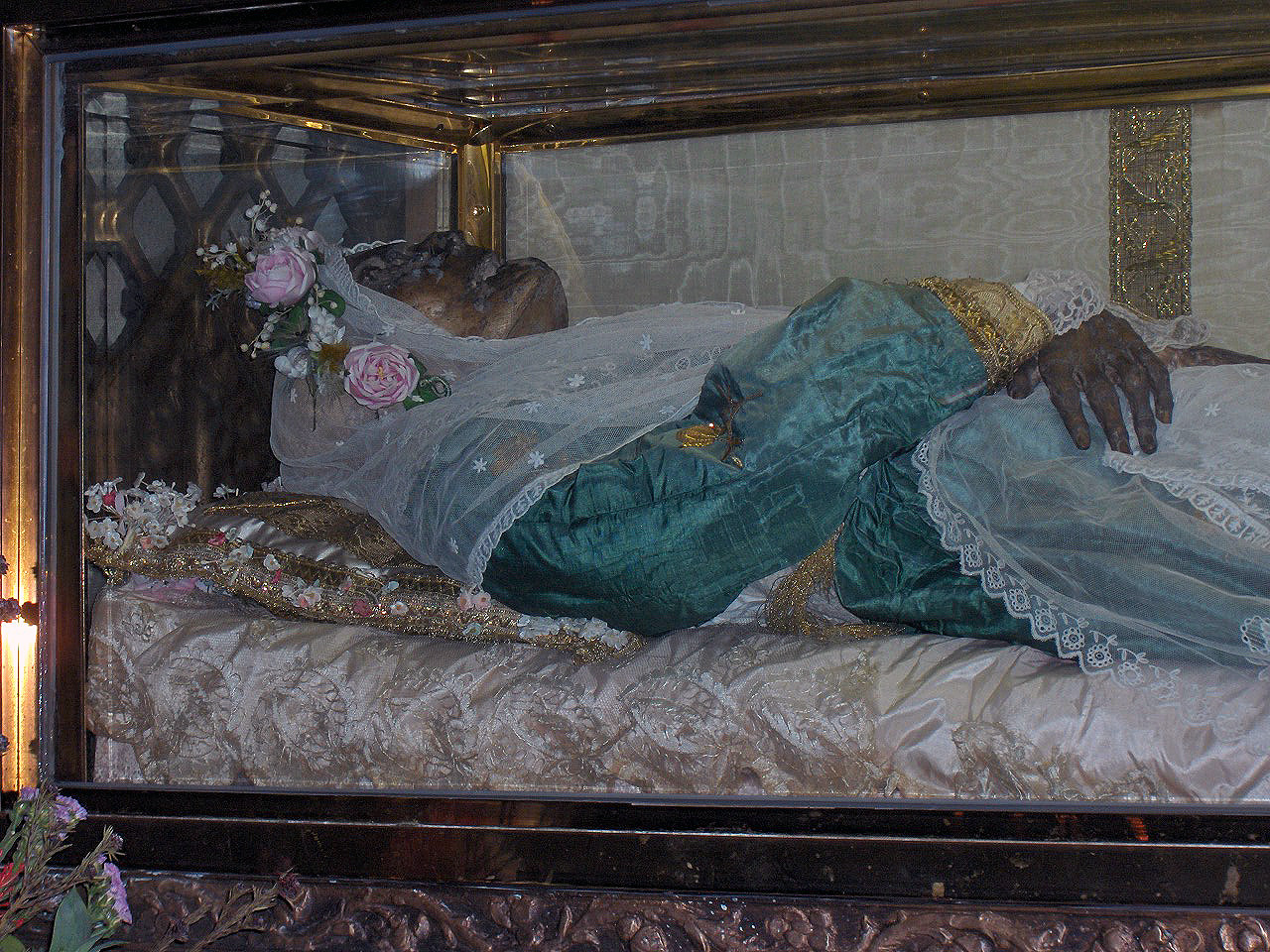
Szent Zita

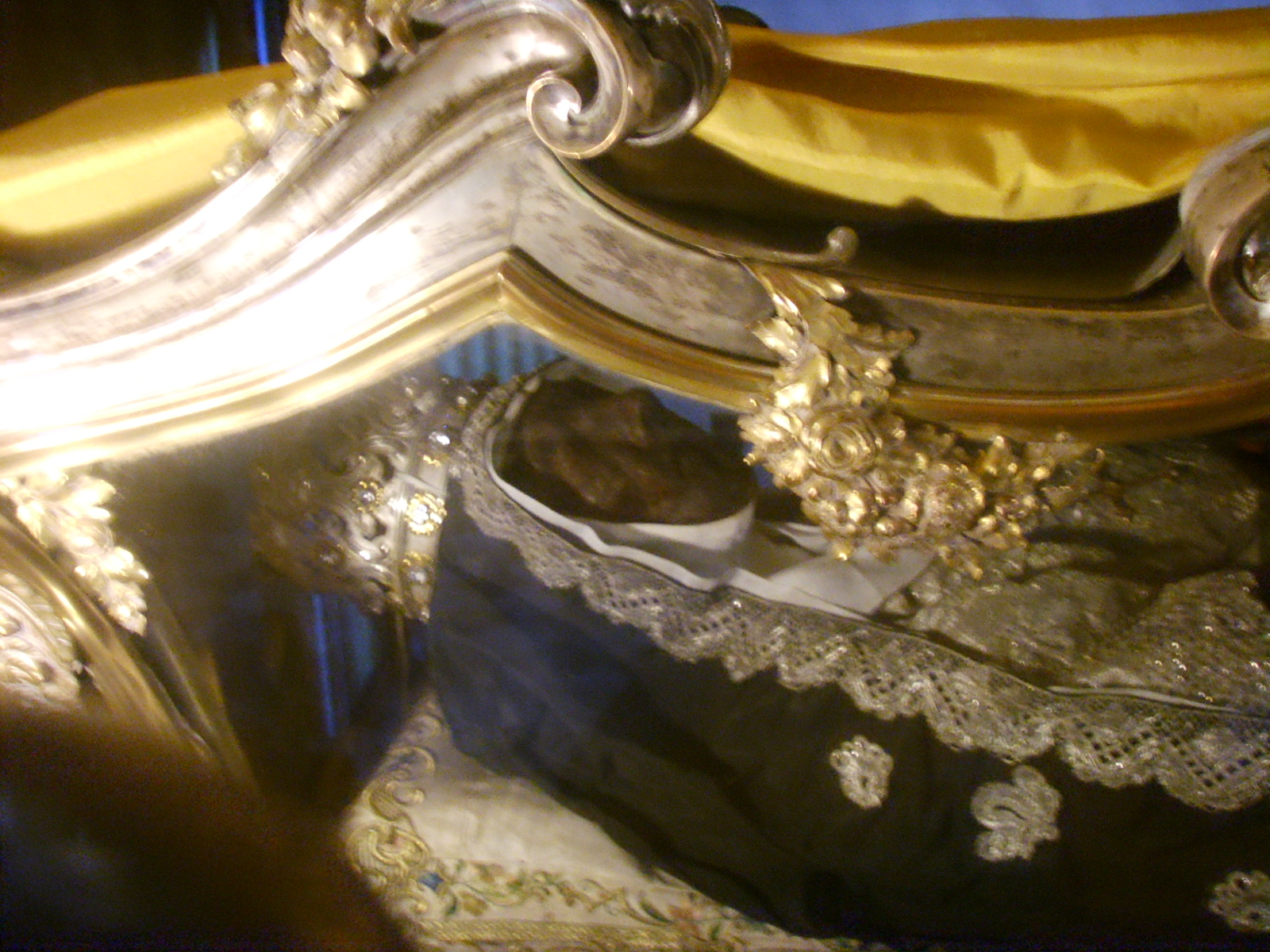
Ricci Szent Katalin

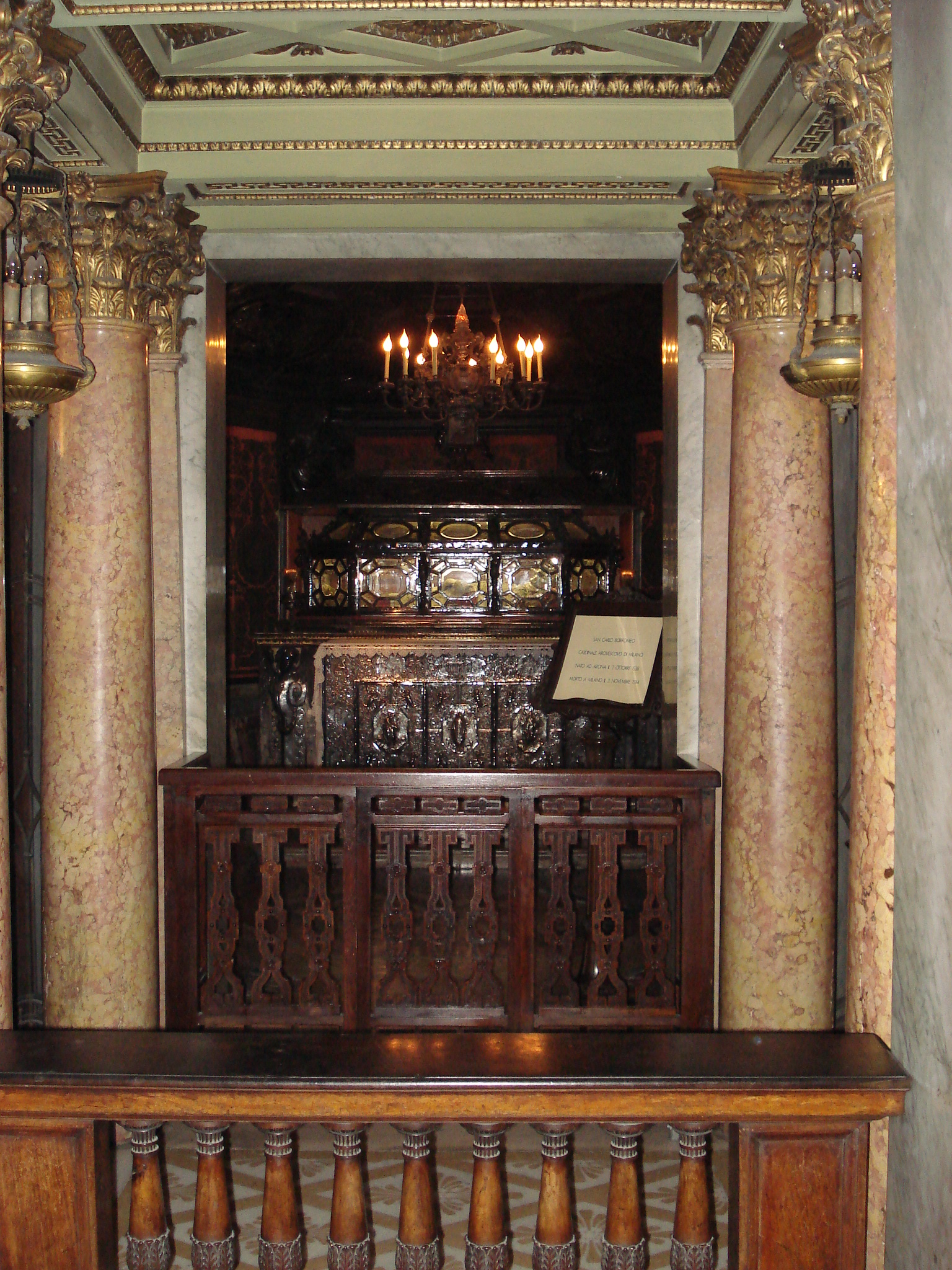
Borromei Szent Károly sírja a milánói Dómban

## A romolhatatlanság leírása
A katolikus egyház romolhatatlanoknak tekinti mindazokat, akiknek holtteste balzsamozás vagy mumifikálás, illetve a természetes mumifikálódást magyarázó környezeti hatások nélkül ellenáll a természet törvényeinek: a normális körülmények között bomlást előidéző közegben is ép marad, illetve tetemük lágy szövetei élethűen megőrzik rugalmasságukat.
A témakört először dr. Imbert Gourbeyre pszichiáter írta le, aki a stigmatizált szentekről szóló vizsgáltai alapján, 1895-ben megjelent La Stigmatisation című munkájában megemlíti, hogy az általa összegyűjtött szentek között olyan esetek is előfordulnak, amelyek holtteste sokáig nem bomlott el. Az ő munkáját bővítette ki 1930-ban Herbert Thurston atya, aki az enyészetnek ellenálló szentek sorának kibővítésén túl, a romolhatatlanság hat jelenségét fogalmazza meg – a test kellemes illatot áraszt, a test meleg marad, nincs hullamerevség, nem indul meg a bomlás, a halál után vérezni kezdenek a stigmák vagy a vértanúság sebei és a végtagok rituális mozgást végeznek –, amelyek közül nem mindegyik jelenség teljesül minden esetben. A témát tárgyaló legfrissebb munka, Joan Caroll Cruz, a sarutlan karmeliták világi rendjének nővére, 1977-ben megjelent The Incorruptibles című könyve, amely 102 olyan esetet mutat be, amelyet a katolikus egyház szentté avató kongregációja megerősített.

## Példák
A legszebb romolhatatlan szent az 1879-ben Lourdes-ban eltemetett Szent Bernadett, akinek tetemét 1909-es boldoggá avatásakor hantolták ki először, és csodálatos módon testét teljes épségben találták. Az ekkor végzett vizsgálat nem talált mesterséges mumifikálásra utaló nyomokat. Visszatemették, majd még kétszer exhumálták: 1919-ben és 1925-ben, ám testén az oszlásnak semmilyen jelét sem tapasztalták. Boldoggá avatása kapcsán 1925. augusztus 3-án múmiáját ünnepélyes keretek között a Saint-Gilgard kolostor templomában üvegkoporsóba helyezték, ahol ma is bárki megtekintheti. Arcát és kezeit vékony viaszréteggel vonták be, hogy még életszerűbb legyen. Mindmáig nem derült ki, hogy mi rejlik e csodálatos jelenség mögött.
Hasonlóan romolhatatlan szent Merici Szent Angéla, Montefalcói Szent Klára, Szent Cuthbert, Sziénai Szent Katalin, Szent Zita, Bobola Szent András, Bosco Szent János, XI. Boldog Ince pápa, XXIII. János pápa vagy a legifjabb 2002-ben II. János Pál pápa által szentté avatott Pio atya. Ez a kapucinus szerzetes, aki felnőtt életében végig Krisztus stigmáit viselte, 1968-ban hunyt el. A sokak által támadott, ám még többek által még életében is szentként tisztelt Pio atya holttestét az egyház 2008 márciusában kihantoltatta, és 9 hónapra nyilvános tiszteletre helyezte.

### Cortonai Szent Margit
Sokáig a romolhatatlanok sorába tartozónak tekintették Cortonai Szent Margitot, azt a harmadrendi ferences nővért, aki 1297. február 22-én hunyt el, és azóta a cortonai bazilikában nyugszik. Az emberek sokáig úgy hitték, hogy különös isteni kegy óvta meg testét a bomlástól. Néhány éve azonban egy orvos megvizsgálhatta a tetemet, és a szent hasán és mellkasán mély vágásokat fedezett fel, amelyeket fekete fonállal varrtak össze. Margitot tehát mesterségesen mumifikálták. Feltételezetten az egyház megbízásából próbálták megóvni testét, hogy a hívők továbbra is közvetlenül a szenthez fordulhassanak kéréseikkel, imáikkal.

## Csoda-e?
Sok esetben mindmáig nem derült ki, vajon valóban csodáról van-e szó, ahogy az egyház állítja, vagy azoknak a vegyészeknek van igazuk, akik szerint nem zárható ki, hogy a holttesteket titokban konzerválták?
Igaz, hogy a szentek kihantolásain a hivatalos tanúk között orvos megfigyelők is jelen vannak, ám a világi támadások és néhány leleplező vizsgálat miatt az egyház nem járul hozzá, hogy romolhatatlan szentjeit és ereklyéit közvetlenül megvizsgálhassák.
A keresztény vallási vezetők minden csoda megjelenését a Bibliával összeegyeztethetősége alapján döntik el. Már az Ószövetség is előírja, hogy halott embert a temetésén kívül ne bolygassa az ember. Másrészről az evangéliumban Jézus kijelenti, hogy aki elveszti életét őérte, az megtartja azt, és bár itt csak a sejtek a test megmaradásának lehetünk szemtanúi, az bizonyos hogy ezek az emberek hívők voltak, akik Jézusban hittek.